# Руф (консул 492 г.)
Вижте пояснителната страница за други личности с името Руф.
Флавий Руф (на латински: Flavius Rufus) е политик на Източната Римска империя.
През 492 г. Руф е консул заедно с император Анастасий I.